# Thyrsosalacia viciflora
Thyrsosalacia viciflora är en benvedsväxtart som beskrevs av N. Hallé. Thyrsosalacia viciflora ingår i släktet Thyrsosalacia och familjen Celastraceae. Inga underarter finns listade.